# Tellervo assarica
Tellervo assarica är en fjärilsart som beskrevs av Stoll 1781. Tellervo assarica ingår i släktet Tellervo och familjen praktfjärilar. Inga underarter finns listade i Catalogue of Life.

## Bildgalleri

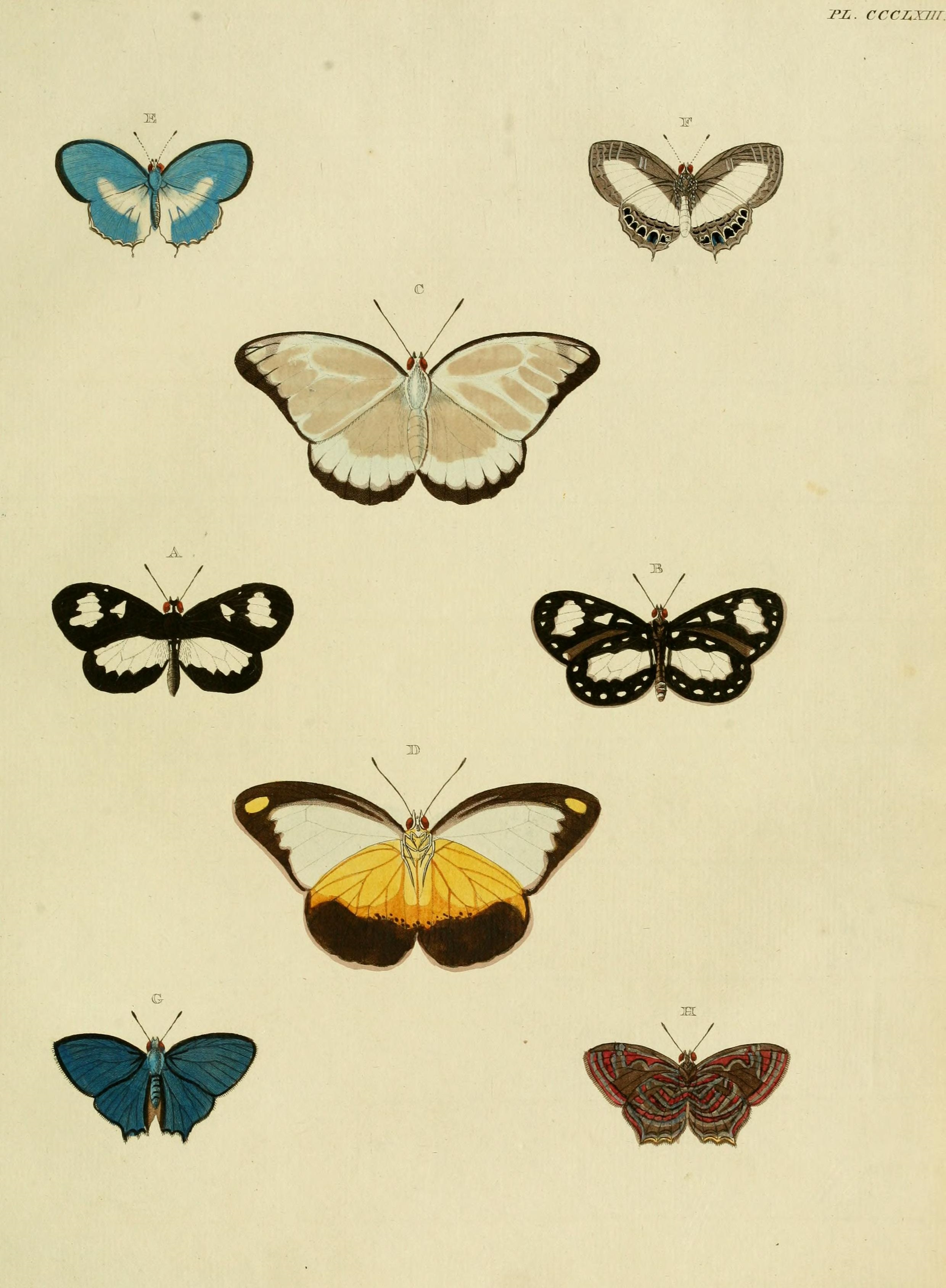